# Decreto de Milán
El Decreto de Milán fue un mandato emitido el 17 de diciembre de 1807 por Napoleón Bonaparte en la ciudad italiana de Milán, con el fin de regular la disposición de su Bloqueo Continental, que había sido establecido formalmente por el Decreto de Berlín del 21 de noviembre de 1806. Este último tenía por objeto que ningún país europeo comerciara con Gran Bretaña, el principal enemigo del Imperio Francés.

## Causas
Tras la emisión del Decreto de Berlín, el gobierno británico había intentado continuar el comercio con sus principales mercados europeos, incluso mediante el contrabando, por lo cual el decreto de Milán fue una respuesta francesa a las disposiciones británicas, que desde fines de 1806 habían permitido el comercio con los aliados de Francia usando buques de naciones neutrales como intermediarios.
Aprovechando su superioridad naval, Gran Bretaña dio órdenes para que su marina de guerra registrase y abordase los buques de cualquier nación que fuese sospechoso de comerciar con Francia, con motivo de la guerra entre ambas naciones.

## Contenido
Ante ello Napoleón Bonaparte determinó en el Decreto de Milán que se tratase como "presas de guerra" a todos los buques, sin importar su nacionalidad:
- Que fueran registrados en su carga por un barco británico,
- Que se hubieran detenido en un puerto británico, o
- Que hubieran pagado impuesto alguno a Gran Bretaña.
Esto significó, de hecho, que cualquier buque al cual los británicos hubieran registrado o aceptado en sus puertos, sufriría confiscación por los franceses, de la misma forma que si fuera un buque británico. El régimen napoleónico autorizaba no sólo a los buques de guerra franceses, sino además a corsarios, para realizar esas confiscaciones en beneficio de Francia.

## Consecuencias
Esta nueva regla dificultó más aún el comercio de los países europeos con Gran Bretaña, la cual se hallaba en riesgo de perder sus mercados en Europa, aunque el poderío de su marina mercante hacía que las disposiciones francesas no tuvieran aplicación práctica alguna fuera de las aguas europeas. Además, el creciente comercio internacional británico en los cinco continentes era lo bastante fuerte para permitir a Gran Bretaña sobrevivir varios años sin comerciar con el resto de Europa.
De hecho, el contrabando debió seguir siendo practicado por varios países europeos para poder subsistir. Por todos esos factores el Decreto de Milán fue muy resistido, y la negativa a acatarlo fue un elemento importante que motivó la invasión francesa de Portugal en octubre de 1808 y el ataque francés a Rusia en 1812.